# 吉漢貝伊利
吉漢貝伊利是土耳其的城鎮，由科尼亞省負責管轄，位於該國南部，距離首府科尼亞100公里，面積4,109平方公里，海拔高度950米，2011年人口15,689。

## 外部連結
- District governor's official website （页面存档备份，存于） （土耳其文）
- District municipality's official website （页面存档备份，存于） （土耳其文）

38°39′29″N 32°55′41″E / 38.65806°N 32.92806°E